# Campionati svizzeri di sci alpino 2000
I Campionati svizzeri di sci alpino 2000 si svolsero a Bettmeralp, Elm, Fiescheralp, Flumserberg e Riederalp dal 28 marzo al 14 aprile. Il programma incluse gare di discesa libera, supergigante, slalom gigante, slalom speciale e combinata, tutte sia maschili sia femminili.
Oltre agli sciatori svizzeri, poterono concorrere al titolo anche gli sciatori di nazionalità liechtensteinese, mentre gli atleti delle altre federazioni, pur prendendo parte alle competizioni, potevano ottenere solo prestazioni valide ai fini del punteggio FIS.

## Risultati

### Uomini

#### Discesa libera
| Pos. | Atleta             | Nazione       | Tempo   |
| ---- | ------------------ | ------------- | ------- |
| 1    | Marco Büchel       | Liechtenstein | 1:42,13 |
| 2    | Didier Cuche       | Svizzera      | 1:42,15 |
| 3    | Didier Défago      | Svizzera      | 1:42,67 |
| 4    | Steve Locher       | Svizzera      | 1:42,84 |
| 5    | Paul Accola        | Svizzera      | 1:43,28 |
| 6    | Claudio Collenberg | Svizzera      | 1:43,38 |
| 7    | Silvan Zurbriggen  | Svizzera      | 1:43,53 |
| 8    | Jürg Grünenfelder  | Svizzera      | 1:43,97 |
| 9    | Sämi Perren        | Svizzera      | 1:44,05 |
| 10   | Ambrosi Hoffmann   | Svizzera      | 1:44,18 |

Data: 28 marzo

Località: Fiescheralp

#### Supergigante
| Pos. | Atleta             | Nazione       | Tempo   |
| ---- | ------------------ | ------------- | ------- |
| 1    | Jürg Grünenfelder  | Svizzera      | 1:12,70 |
| 2    | Paul Accola        | Svizzera      | 1:12,82 |
| 3    | Didier Défago      | Svizzera      | 1:13,06 |
| 4    | Konrad Hari        | Svizzera      | 1:13,11 |
| 5    | Didier Cuche       | Svizzera      | 1:13,15 |
| 6    | Steve Locher       | Svizzera      | 1:13,17 |
| 7    | Marco Büchel       | Liechtenstein | 1:13,22 |
| 8    | Claudio Collenberg | Svizzera      | 1:13,33 |
| 9    | Urs Kälin          | Svizzera      | 1:13,48 |
| 10   | Curdin Giacometti  | Svizzera      | 1:14,04 |

Data: 7 aprile

Località: Elm

#### Slalom gigante
| Pos. | Atleta               | Nazione       | Tempo   |
| ---- | -------------------- | ------------- | ------- |
| 1    | Marco Büchel         | Liechtenstein | 2:31,66 |
| 2    | Paul Accola          | Svizzera      | 2:33,63 |
| 3    | Urs Kälin            | Svizzera      | 2:34,84 |
| 4    | Jürg Grünenfelder    | Svizzera      | 2:35,04 |
| 5    | Didier Défago        | Svizzera      | 2:35,59 |
| 6    | Tobias Grünenfelder  | Svizzera      | 2:35,64 |
| 7    | Christoph Alster     | Austria       | 2:35,97 |
| 8    | Michael von Grünigen | Svizzera      | 2:36,20 |
| 9    | Steve Locher         | Svizzera      | 2:36,33 |
| 10   | Beni Hofer           | Svizzera      | 2:36,61 |

Data: 30 marzo

Località: Bettmeralp

#### Slalom speciale
| Pos. | Atleta               | Nazione       | Tempo   |
| ---- | -------------------- | ------------- | ------- |
| 1    | Didier Plaschy       | Svizzera      | 1:32,79 |
| 2    | Ronald Stampfer      | Austria       | 1:32,98 |
| 3    | Yasuhiro Ikuta       | Giappone      | 1:33,42 |
| 4    | Pierre Egger         | Austria       | 1:33,52 |
| 5    | Markus Ganahl        | Liechtenstein | 1:33,59 |
| 5    | Rishu Okada          | Giappone      | 1:33,59 |
| 7    | Kiminobu Kimura      | Giappone      | 1:33,62 |
| 8    | Thomas Pool          | Svizzera      | 1:33,64 |
| 9    | Paul Accola          | Svizzera      | 1:33,67 |
| 10   | Michael von Grünigen | Svizzera      | 1:33,86 |

Data: 2 aprile

Località: Riederalp

#### Combinata
| Pos. | Atleta        | Nazione       |
| ---- | ------------- | ------------- |
| 1    | Marco Büchel  | Liechtenstein |
| 2    | Paul Accola   | Svizzera      |
| 3    | Didier Défago | Svizzera      |

### Donne

#### Discesa libera
| Pos. | Atleta               | Nazione       | Tempo   |
| ---- | -------------------- | ------------- | ------- |
| 1    | Corinne Rey-Bellet   | Svizzera      | 1:19,31 |
| 2    | Ruth Kündig          | Svizzera      | 1:20,88 |
| 3    | Fränzi Aufdenblatten | Svizzera      | 1:20,90 |
| 4    | Ines Zenhäusern      | Svizzera      | 1:21,44 |
| 5    | Nadia Styger         | Svizzera      | 1:21,73 |
| 6    | Monika Tschirky      | Svizzera      | 1:22,03 |
| 7    | Ella Alpiger         | Svizzera      | 1:22,25 |
| 8    | Tamara Schädler      | Liechtenstein | 1:22,52 |
| 9    | Marilyn Sterchi      | Svizzera      | 1:22,54 |
| 10   | Martina Schild       | Svizzera      | 1:22,71 |

Data: 28 marzo

Località: Fiescheralp

#### Supergigante
| Pos. | Atleta               | Nazione  | Tempo   |
| ---- | -------------------- | -------- | ------- |
| 1    | Nadia Styger         | Svizzera | 1:32,96 |
| 2    | Fränzi Aufdenblatten | Svizzera | 1:33,07 |
| 3    | Eva Stoll            | Svizzera | 1:33,94 |
| 4    | Ines Zenhäusern      | Svizzera | 1:34,33 |
| 5    | Ruth Kündig          | Svizzera | 1:34,52 |
| 6    | Mélanie Fragnière    | Svizzera | 1:34,64 |
| 7    | Katja Jossi          | Svizzera | 1:34,90 |
| 8    | Aline von Düring     | Svizzera | 1:35,05 |
| 9    | Martina Schild       | Svizzera | 1:35,07 |
| 10   | Monika Tschirky      | Svizzera | 1:35,24 |

Data: 14 aprile

Località: Flumserberg

#### Slalom gigante
| Pos. | Atleta               | Nazione       | Tempo   |
| ---- | -------------------- | ------------- | ------- |
| 1    | Sonja Nef            | Svizzera      | 2:11,05 |
| 2    | Birgit Heeb          | Liechtenstein | 2:14,15 |
| 3    | Nadia Styger         | Svizzera      | 2:14,35 |
| 4    | Lilian Kummer        | Svizzera      | 2:14,50 |
| 5    | Corinne Rey-Bellet   | Svizzera      | 2:14,72 |
| 6    | Marlies Oester       | Svizzera      | 2:14,76 |
| 7    | Michaela Mattig      | Svizzera      | 2:15,63 |
| 8    | Fränzi Aufdenblatten | Svizzera      | 2:15,70 |
| 9    | Tamara Schädler      | Liechtenstein | 2:15,87 |
| 10   | Monika Tschirky      | Svizzera      | 2:15,99 |

Data: 31 marzo

Località: Bettmeralp

#### Slalom speciale
| Pos. | Atleta              | Nazione       | Tempo   |
| ---- | ------------------- | ------------- | ------- |
| 1    | Sonja Nef           | Svizzera      | 1:39,91 |
| 2    | Corina Grünenfelder | Svizzera      | 1:40,96 |
| 3    | Marlies Oester      | Svizzera      | 1:41,50 |
| 4    | Carole Moschetti    | Francia       | 1:41,90 |
| 5    | Katja Jossi         | Svizzera      | 1:42,72 |
| 6    | Lilian Kummer       | Svizzera      | 1:42,74 |
| 7    | Tamara Schädler     | Liechtenstein | 1:43,07 |
| 8    | Petra Zakouřilová   | Rep. Ceca     | 1:43,52 |
| 9    | Dominique Pilloud   | Svizzera      | 1:43,57 |
| 10   | Tamara Müller       | Svizzera      | 1:43,64 |

Data: 2 aprile

Località: Riederalp

#### Combinata
| Pos. | Atleta          | Nazione       |
| ---- | --------------- | ------------- |
| 1    | Tamara Schädler | Liechtenstein |
| 2    | Nadia Styger    | Svizzera      |
| 3    | Lilian Kummer   | Svizzera      |